# سازمان اقتصاد اسلامی ایران
سازمان اقتصاد اسلامی ایران (سابقاً بانک اسلامی ایران) یا به اختصار سازمان اقتصاد اسلامی، اولین مؤسسه بانکداری اسلامی است که در سال ۱۳۵۸ پس از انقلاب اسلامی در ایران ایجاد شد. این سازمان به عنوان یک بانک مرکزی برای صدور وام‌های قرض الحسنه عمل می‌کند. این سازمان در بدو تأسیسش با فرمان روح‌الله خمینی از ملی شدن معاف شد. ایجاد این سازمان اولین حرکت به سمت ایجاد یک سیستم موازی در بخش بانکی ایران بود که خارج از حوزه بانک مرکزی ایران فعالیت می‌کرد. این نهاد در حال حاضر به نمایندگی از بانک مرکزی ایران، بر ۱۲۰۰ صندوق از ۲۵۰۰ صندوق قرض‌الحسنه اسلامی نظارت دارد.

## تاریخچه

### پیشینه
علاءالدین میرمحمد صادقی، از اعضای برجستهٔ مؤتلفه که از حامیان روح‌الله خمینی و از طبقهٔ بازاری بود، نقش فعالی در تأسیس صندوق‌های قرض‌الحسنهٔ اسلامی، چه قبل و چه بعد از انقلاب، ایفا کرد. اندکی پس از انقلاب، او به رهبری سازمان اقتصاد اسلامی منصوب شد.

### تأسیس
بانک اسلامی ایران در فروردین ۱۳۵۸ به فرمان سید روح‌الله خمینی و با حمایت محمد بهشتی و مرتضی مطهری تأسیس شد. پس از صدور مجوز تأسیس بانک از سوی رهبر جمهوری اسلامی، اساسنامه‌ای با بهره‌گیری از نظرات کارشناسان حقوقی و بانکی تدوین و برای تصویب به بانک مرکزی و شورای پول و اعتبار ارائه شد. شورا در جلسه‌ای که در تاریخ ۹ مه ۱۹۷۹ برگزار شد، به اتفاق آرا اساسنامه را تصویب کرد. این خبر توسط چندین روزنامه، از جمله روزنامه اطلاعات (شماره ۱۵۸۵۰، مورخ ۲۰ اردیبهشت ۱۳۵۸) گزارش شد.

### تغییر نام از بانک به سازمان
در این زمان، دولت موقت ایران بانک‌ها را ملی اعلام کرد. روح‌الله خمینی بانک اسلامی را از مصوبه دولت موقت مستثنی کرد و گفت: «بانک اسلامی ملی نمی‌شود.» در این میان ایده تشکیل سازمان اقتصاد اسلامی از سوی عزت‌الله سحابی مطرح شد. دولت موقت موافقت کرد که بانک اسلامی ایران با اساسنامه مصوب شورای پول و اعتبار و با هدف و موضوع تعیین‌شده، حتی با لوگوی انتخابی، به فعالیت خود ادامه دهد، اما از کلمهٔ «بانک» استفاده نکند، به این معنی که با حذف نام بانک، تمام عملیات بانکی و اعتباری را انجام دهد و وعده داد که به محض رفع ممنوعیت‌ها، بانک اسلامی ایران مجدداً با همین نام فعالیت کند. بر اساس ملاحظات، تنها کلمه «بانک» به عبارت «سازمان اقتصاد» تغییر یافت. به عبارت دیگر، این بانک از نظر ماهیت به حیات خود ادامه داد. در واقع بانک اسلامی ایران، بانکی در قالب سازمان اقتصاد اسلامی است.

### نظارت بانک مرکزی
در ۱ مهر ۱۳۸۶ طهماسب مظاهری رئیس وقت بانک مرکزی ایران در گفتگویی با تلویزیون دولتی ایران از مستثنی‌بودن صندوق‌های قرض‌الحسنه از نظارت بانک مرکزی انتقاد کرد. به نوشتهٔ روزنامهٔ دنیای اقتصاد تفویض نظارت بانک مرکزی ایران به این سازمان خلاف قانون تنظیم بازار غیرمتشکل پولی و ماده ۹۶ قانون برنامه پنجم توسعه بوده است.

### جنجال ۳۰۰۰ میلیارد تومانی
در سال ۱۳۹۴، هادی قوامی، یکی از نمایندگان مجلس شورای اسلامی گفت که سازمان اقتصاد اسلامی به‌طور غیرقانونی سه هزار میلیارد تومان از منابع صندوق‌های قرض‌الحسنه برداشت کرده و آن را صرف ساخت ساختمانی برای این سازمان کرده است.